# Историја Републике Кине
Историја Републике Кине почела је 1912. године крајем владавине династије Ћинг, када су Синхајска револуција и формирање Републике Кине окончале 2.000 година царске владавине. Република је доживела многа искушења и невоље након свог оснивања, што је укључивало доминацију различитих елемената попут генерала војсковођа и страних сила.
Године 1928. Република је номинално уједињена под Куоминтангом (КМТ; такође названа „Кинеска националистичка партија“) након Северне експедиције, и била је у раној фази индустријализације и модернизације када је била захваћена сукобима у којима је учествовала влада Куоминтанга, Комунистичка партија Кине (КПК), локални војсковође и Јапанско царство. Већина напора за изградњу нације је заустављена током Другог кинеско-јапанског рата против Јапана у пуном обиму од 1937. до 1945, а касније је све већи јаз између Куоминтанга и Комунистичке партије онемогућио коалициону владу, што је довело до наставка Кинеског грађанског рата 1946. године, убрзо након што су се Јапанци предали савезничким силама у септембру 1945. године.
Низ политичких, економских и војних грешака довео је до пораза КМТ-а и његовог повлачења на Тајван (бивша „Формоза”) 1949. године, где је успоставила ауторитарну једнопартијску државу под генералисимусом/председником Чанг Кај Шеком. Ова држава је све до 1990-их активно се тврдила да је стални једини легитимни владар целе Кине, називајући комунистичку владу или „режим“ нелегитимним, такозваном „Народном Републиком Кином“ (НРК) проглашеном у Пекингу 1949. као „копнена Кина” и „комунистички разбојник”. Републику Кину су годинама, чак и деценијама, подржавале многе нације, посебно Сједињене Државе које су успоставиле споразум о узајамној одбрани из 1954. године. Након што је почела политичка либерализација касних 1960-их, НРК је, након сталне кампање у Уједињеним нацијама, коначно добила одобрење 1971. да заузме место за „Кину“ у Генералној скупштини, и што је још важније, да буде седила као једна од пет сталних чланица Савета безбедности. Након што се опоравила од овог шока од одбијања својих бивших савезника и либерализације касних 1970-их од националистичке ауторитарне владе и након смрти Чанг Кај Шека, Република Кина се трансформисала у вишестраначку, представничку демократију на Тајвану и дала више права за домородачке Тајванце, чији су преци ту живели пре евакуације са копна 1949. године.

## Прелазна влада
Династија Ћинг крајем 19. и почетком 20. века била је изазвана грађанским немирима и страним инвазијама од када је изгубила Први кинеско-јапански рат 1895. године. Унутрашње побуне и њихова репресија донели су милионе мртвих, сукоби са страним западноевропским силама донели су понижавајуће неједнаке уговоре, захтевале репарације које су оптерећивале фискални систем и компромитовале територијални интегритет земље. Популарно расположење међу Хан Кинезима је расло да политичка моћ треба да се врати већинским Хан Кинезима из мањинских Манџураца. Након боксерске побуне и инвазије империјалистичких сила да је угуше, царски суд Ћинг је покренуо фундаменталне институционалне и политичке реформе, као што је укидање царског система испита 1905. године, израда устава 1906. године, успостављање покрајинских законодавних тела 1909. и припреме за избор националног парламента 1910. године. Међутим, манџурски конзервативци у Ћинг двору сматрали су да су ове реформе отишле предалеко, а неповерљиви критичари су сматрали да нису отишле довољно далеко. Реформатори су или затварани или директно погубљени. Неуспеси Царског суда да спроведе такву политичку либерализацију и модернизацију довели су до тога да реформисти крену путем револуције.
Било је много револуционарних група, али најорганизованију је основао Сун Јат-сен, републиканац и активиста против Ћинга који је постајао све популарнији међу кинеским и кинеским студентима у иностранству, посебно у Јапану. 1905. Сун је основао Тонгменгхуи у Токију са Хуанг Ксингом, популарним вођом кинеског револуционарног покрета у Јапану, као његовим замеником.
Овај покрет, великодушно подржан од стране кинеских фондова, такође је добио политичку подршку код регионалних војних официра и неких реформатора који су побегли из Кине након Стодневне реформе. Сунова политичка филозофија је концептуализована 1897. године, први пут објављена у Токију 1905. године и модификована током раних 1920-их. Усредсредила се на три принципа народа: „национализам, демократија и живот људи“.
Принцип национализма захтевао је збацивање Манџураца и окончање стране хегемоније над Кином. Други принцип, демократија, коришћен је да се опише Сунов циљ о популарно изабраном републиканском облику власти и променама као што је аграрна реформа.
Републиканска ера Кине почела је избијањем револуције 10. октобра 1911. у Вучангу, главном граду провинције Хубеј, међу незадовољним модернизованим војним јединицама чија је завера против Ћинга била откривена. Ово је било познато као устанак у Вучангу, који се на Тајвану слави као двоструки десети дан. Томе су претходиле бројне неуспеле побуне и организовани протести унутар Кине. Побуна се брзо проширила на суседне градове, а чланови Тонгменгхуија широм земље устали су у подршку револуционарним снагама Вучанга. Револуционари су 12. октобра успели да заузму Ханкоу и Хањанг. Међутим, еуфорија изазвана овом победом била је кратког даха. Суд Ћинг је 27. октобра поново именовао Јуан Шикаја да води Нову армију, а лојалистичке снаге под вођством Фенг Гуожанга и Дуан Ћируја кренуле су на југ да би поново заузеле Вухан. После тешких борби у новембру, Револуционарна армија са надмоћном посадом и оружјем је протерана из Ханкоуа и Хањанга и повукла се у Вучанг јужно од Јангцеа. Међутим, током 41-дневне битке код Јангсије, 15 од 24 провинције прогласило је независност од царства Ћинг. Јуан Шикај је зауставио напредовање своје војске на Вучанг и почео да преговара са револуционарима. Месец дана касније, Сун Јат-сен се вратио у Кину из Сједињених Држава, где је прикупљао средства међу кинеским и америчким симпатизерима.
Дана 1. јануара 1912. делегати из независних провинција изабрали су Сун Јат-сена за првог привременог председника Републике Кине. Јуан Шикај је пристао да прихвати Републику и приморао је последњег кинеског цара Пу Јија да абдицира 12. фебруара. Царица Лонгју је потписала папире о абдикацији. Међутим, Пу Јију је дозвољено да настави да живи у Забрањеном граду. Република Кина је званично наследила династију Ћинг.

## Беијаншка ера (1912—1928)
Дана 1. јануара 1912, Сун је званично прогласио оснивање Републике Кине и инаугурисан је у Нанкингу као први привремени председник. Међутим, моћ у Пекингу је већ прешла на Јуан Шикаја, који је имао ефективну контролу над Беијаншком војском, најмоћнијом војном силом у Кини у то време. Да би спречио грађански рат и могућу страну интервенцију да поткопају новорођену републику, Сун је пристао на Јуанов захтев да Кина буде уједињена под владом у Пекингу на чијем челу је он. Јуан Шикај је 10. марта у Пекингу положио заклетву као други привремени председник Републике Кине.
Република коју су замислили Сун Јат-сен и његови сарадници полако се развијала. Иако је било много политичких партија које су се бориле за превласт у законодавној власти, револуционарима је недостајала војска, и убрзо је моћ Јуан Шикаја почела да надмашује моћ парламента. Јуан је сам ревидирао устав и почео да делује диктаторски. У августу 1912. Сонг Ћаорен, један од Сунових сарадника, основао је Куоминтанг (Националистичку партију). То је била амалгамација малих политичких група, укључујући Сунов Тонгменгхуи. На националним изборима одржаним у фебруару 1913. за нови дводомни парламент, Сонг је водио кампању против администрације Јуана, чију је заступљеност у то време углавном представљала Републиканска странка, коју је предводио Љанг Кичао. Сонг је био способан борац и Куоминтанг је освојио већину места.

### Друга револуција
Сонг је убијен у марту 1913. Неки људи верују да је Јуан Шикај одговоран, и иако то никада није доказано, он је већ организовао атентат на неколико прореволуционистичких генерала. Анимозитет према Јуану је растао. У априлу је обезбедио зајам за реорганизацију од 25 милиона фунти стерлинга од коалиције банака из Велике Британије, Француске, Русије, Немачке и Јапана, без претходног консултовања са парламентом. Зајам је коришћен за финансирање Јуанове Беијаншке армије.
Јуан је 20. маја закључио споразум са Русијом који је Русији дао посебне привилегије у Спољној Монголији и ограничио кинеско право да тамо стационира трупе. Посланици Куоминтанга оптужили су Јуана за злоупотребу својих права и позвали на његову смену. С друге стране, Прогресивна странка, која је била састављена од уставних монархиста и подржавала Јуана, оптужила је Куоминтанг за подстицање побуне. Јуан је тада одлучио да употреби војну акцију против Куоминтанга.
У јулу 1913. седам јужних провинција се побунило против Јуана, чиме је започела Друга револуција. Постојало је неколико основних разлога за Другу револуцију поред Јуанове злоупотребе моћи. Прво је било да је већина револуционарних армија из различитих провинција распуштена након успостављања Републике Кине, а многи официри и војници су сматрали да нису добили надокнаду за рушење династије Ћинг. Ови фактори су изазвали велико незадовољство против нове владе међу војском. Друго, многи револуционари су сматрали да Јуан Шикај и Ли Јуанхонг не заслужују места председника и потпредседника, јер су места стекли политичким маневрисањем, а не учешћем у револуционарном покрету. Коначно, Јуанова употреба насиља (као што је Сонгово убиство) срушила је наду Куоминтанга да ће остварити реформе и политичке циљеве путем изборних средстава.
Међутим, Друга револуција није добро прошла за Куоминтанг. Јуанове снаге су 1. августа поразиле водећу војну силу Куоминтанга у Ђансију, а Нанчанг је заузет. 1. септембра је заузет Нанкинг. Када је побуна угушена, Сун и други подстрекачи су побегли у Јапан. У октобру 1913. застрашени парламент је званично изабрао Јуан Шикаја за председника Републике Кине, а главне силе су признале његову владу. Дуан Кируи и други беијаншки генерали од поверења добили су истакнуте позиције у кабинету. Да би постигао међународно признање, Јуан Шикај је морао да пристане на аутономију спољне Монголије и Тибета. Кина је још увек требало да буде сузерен, али би морала да дозволи Русији слободне руке у спољној Монголији и Тану Туви те Британији да настави свој утицај на Тибету.

### Масовни бандитизам, Јуан Шикај и Национални заштитни рат
Разбојничке вође са народним покретима подстицале су побуне, уз подршку револуционара Сун Јат-сена из Кантона. Побуна Бај Ланга, предвођена бандитима, опљачкала је и уништила већи део централне Кине пре него што ју је сломила Беијаншка армија Јуан Шикаја, муслиманска Ма клика и тибетанска милиција. Ови разбојници су били повезани са Гелаохујима.
У новембру Јуан Шикај, легални председник, наредио је распуштање Куоминтанга и насилно уклонио његове чланове из парламента. Пошто је већина чланова парламента припадала Куоминтангу, парламент није имао кворум и касније није могао да се састане. Јануара 1914. Јуан је формално суспендовао рад парламента. У фебруару је сазвао састанак за ревизију Привременог устава Републике Кине, који је најављен у мају те године. Ревизија је увелико проширила Јуанова овлашћења, дозвољавајући му да објављује рат, потписује уговоре и именује званичнике без претходног тражења одобрења од законодавног тела. У децембру 1914. додатно је ревидирао закон и продужио мандат председника на десет година, без ограничења мандата. У суштини, Јуан се припремао за своју власт као цара.
С друге стране, од неуспеха Друге револуције, Сун Јат-сен и његови савезници покушавали су да поново изграде револуционарни покрет. У јулу 1914. Сун је основао Кинеску револуционарну партију. Сматрао је да његови неуспеси у изградњи доследног револуционарног покрета потичу из недостатка кохезивности међу његовим члановима. У том циљу, Сун је захтевао да чланови странке буду потпуно лојални Суну и да поштују низ прилично оштрих правила. Неки од његових ранијих сарадника, укључујући Хуанг Сјинга, одбили су идеју такве ауторитарне организације и одбили да се придруже Суну. Међутим, сложили су се да се република не сме вратити под царску власт.
Поред револуционарних група повезаних са Суном, постојало је и неколико других група које су имале за циљ свргавање Јуан Шикаја. Једна је била Прогресивна странка, првобитна уставно-монархистичка партија која се супротстављала Куоминтангу током Друге револуције. Напредна странка је променила свој став углавном због Јуанове саботаже националног парламента. Друго, многи гувернери провинција који су прогласили своју независност од царског суда Ћинг 1912. сматрали су да је идеја да подрже још један царски суд крајње смешна. Јуан је такође отуђио своје беијаншке генерале централизујући наплату пореза од локалних власти. Поред тога, јавно мњење је било у великој мери против Јуана.
Када је 1914. избио Први светски рат, Јапан се борио на страни савезника и заузео немачке поседе у провинцији Шандунг. Године 1915. Јапанци су пред владу у Пекингу поставили такозвани Двадесет један захтев, који је имао за циљ да обезбеде јапанску економску контролу у железничким и рударским операцијама у Шандунгу, Манџурији и Фуџијану. Јапанци су такође вршили притисак да Јуан Шикај именује јапанске саветнике на кључне позиције у кинеској влади. Двадесет један захтев би Кину заправо учинио јапанским протекторатом. Влада Пекинга је одбацила неке од ових захтева, али је попустила пред јапанским инсистирањем да задржи територију Шандунг већ у свом поседу. Пекинг је такође признао власт Токија над јужном Манџуријом и источном Унутрашњом Монголијом. Јуаново прихватање захтева било је крајње непопуларно, али је ипак наставио своју монархистичку агенду.
Дана 12. децембра 1915, Јуан се, уз подршку свог сина Јуан Кединга, прогласио за цара новог Кинеског царства. Ово је изазвало шокове широм Кине, узрокујући широку побуну у бројним провинцијама. Дана 25. децембра бивши гувернер Јунана Цај Е, бивши гувернер Ћианси Ли Љејун и Јунан генерал Танг Ћијао формирали су Националну заштитну војску. Тако је почео Национални заштитни рат.
Јунанова декларација о независности је такође подстакла друге јужне провинције да прогласе своју. Јуанови Беиианг генерали, који су већ били опрезни због његовог империјалног крунисања, нису покренули агресивну кампању против Армије националне заштите. Дана 22. марта 1916. Јуан је формално одбацио монархију и повукао се као први и последњи цар своје династије. Умро је 6. јуна те године. Потпредседник Ли Јуанхонг преузео је председавање и именовао беијаншког генерала Дуан Ћируија за свог премијера. Империјалне амбиције Јуан Шикаја коначно су окончане повратком републичке владе.
Након смрти Јуана Шикаја, променљиви савези регионалних вођа рата борили су се за контролу над владом у Пекингу. Упркос чињеници да су различити господари рата стекли контролу над владом у Пекингу током ере, ово није представљало нову еру контроле или управљања, јер други војсковође нису признавали прелазне владе у овом периоду и били су закон за себе. Ове владе у којима је доминирала војска биле су колективно познате као Беијанг влада. Неки историчари сматрају да је ера господара рата завршила 1927. године.

### Први светски рат и кратка Манџу рестаурација
Након смрти Јуан Шикаја, Ли Јуанхонг је постао председник, а Дуан Ћируи премијер. Враћен је привремени устав и сазван је парламент. Међутим, Ли Јуанхонг и Дуан Ћируи су имали много сукоба, од којих је најочитији био око уласка Кине у Први светски рат. Од избијања рата, Кина је остала неутрална све док Сједињене Државе нису позвале све неутралне земље да се придруже савезницима, јер осуда немачке употребе неограниченог подморничког ратовања. Премијер Дуан Ћируи је био посебно заинтересован за придруживање савезницима као прилику да обезбеди зајмове од Јапана за изградњу своје војске Анхуи клике. Две фракције у парламенту водиле су ружне дебате у вези са уласком Кине и у мају 1917. Ли Јуанхонг је разрешио Дуана Ћируија из своје владе.
Ово је навело покрајинске војне гувернере лојалне Дуану да прогласе независност и да позову Ли Јуанхонга да се повуче са места председника. Ли Јуанхонг је позвао Џанга Ксуна да посредује у ситуацији. Зханг Ксун је био генерал који је служио двору Кинг и до тада је био војни гувернер провинције Анхуи. Мислио је да врати Пуиија (цара Ксуантонг) на царски трон. Зханг је био снабдеван средствима и оружјем преко немачке мисије, која је била жељна да Кина остане неутрална.
Дана 1. јула 1917, Џанг је званично прогласио обнову династије Ћинг и затражио да Ли Јуанхонг одустане од свог председничког положаја, што је Ли одмах одбио. Дуан Ћируи је предводио своју војску и победио Џанг Ксунове обновитељске снаге у Пекингу. Један од Дуанових авиона бомбардовао је Забрањени град, у ономе што је вероватно било прво ваздушно бомбардовање у источној Азији. 12. јула Џангове снаге су се распале и Дуан се вратио у Пекинг.
Обнова Манџу завршила се скоро чим је почела. Током овог периода конфузије, потпредседник Фенг Гуоџанг, такође генерал Беијанга, преузео је функцију вршиоца дужности председника републике и положио заклетву у Нанкингу. Дуан Ћируи је поново преузео функцију премијера. Жили клика Фенг Гуожанга и Анхуи клика Дуан Ћируија појавиле су се као најмоћније клике након афере рестаурације.
Тријумфални повратак Дуана Ћируија у Пекинг га је у суштини учинио најмоћнијим лидером у Кини. Дуан је распустио парламент по повратку и објавио рат Немачкој и Аустроугарској 14. августа 1917. године. Немачки и аустроугарски држављани су заточени и њихова имовина заплењена. Око 175.000 кинеских радника добровољно се пријавило у радне батаљоне након што су били намамљени новцем, неки чак и годинама пре објаве рата. Послати су на Западни фронт, немачку источну Африку и Месопотамију и служили су на бродовима за снабдевање. Око 10.000 је погинуло, укључујући преко 500 на бродовима које су потопиле подморнице. Ниједан војник није послат у иностранство, иако су учествовали са савезницима у сибирској интервенцији под јапанским генералом Кикузо Отанијем.

### Покрет 4. мај
Кина је 1917. објавила рат Немачкој у нади да ће повратити своју изгубљену провинцију, тада под јапанском контролом. 4. маја 1919. дошло је до масовних студентских демонстрација против владе у Пекингу и Јапана. Политички жар, студентски активизам и иконокластичке и реформистичке интелектуалне струје које је покренуо патриотски студентски протест развили су се у национално буђење познато као Покрет 4. мај.
Интелектуални миље у којем се развијао Покрет Четвртог маја био је познат као Покрет нове културе и заузимао је период 1917–1923. Студентске демонстрације 4. маја 1919. биле су врхунац покрета за нову културу, а термини се често користе као синоними. Кинески представници одбили су да потпишу Версајски споразум због интензивног притиска како студената протеста тако и јавног мнења.

### Борба против господара̂рата и Први уједињени фронт
Покрет Четврти мај помогао је да се поново распламса тадашњи бледећи узрок републиканске револуције. Године 1917. Сун Јат-сен је постао главни командант супарничке војне владе у Кантону у сарадњи са јужним господарима рата. У октобру 1919. поново је успоставио Куоминтанг да би се супротставио влади у Пекингу. Влада у Пекингу, под надзором господара̂ рата, и даље је задржала своју фасаду легитимитета и своје односе са Западом.
До 1921. Сун је постао председник јужне владе. Преостале године је провео покушавајући да учврсти свој режим и постигне јединство са севером. Међутим, његови напори да добије помоћ од западних демократија били су безуспешни и 1920. године се окренуо Совјетском Савезу, који је недавно постигао сопствену револуцију. Совјети су настојали да се спријатеље са кинеским револуционарима нудећи оштре нападе на западни империјализам. Због политичке сврсисходности, међутим, совјетско руководство је покренуло двоструку политику подршке и Суну и новооснованој Комунистичкој партији Кине.
1922. савез Куоминтанга и господара̂ рата у Гуангџоуу је раскинут, а Сун је побегао у Шангај. До тада је увидео потребу да тражи совјетску подршку за своју ствар. Године 1923. у заједничкој изјави Суна и совјетског представника у Шангају обећали су совјетску помоћ за национално уједињење Кине. Совјетски саветници, од којих је најистакнутији био агент Коминтерне Михаил Бородин, почели су да пристижу у Кину 1923. да помогну у реорганизацији и консолидацији Куоминтанга на линији Комунистичке партије Совјетског Савеза и да оснују Први уједињени фронт. КП Кине је била под инструкцијама Коминтерне да сарађује са Куоминтангом, а њени чланови су били охрабрени да се придруже уз задржавање партијских идентитета како би формирали „унутарњи блок“.
Политику рада са Куоминтангом и Чанг Кај Шеком препоручио је холандски комуниста Хенк Снивлит, изабран 1923. да буде представник Коминтерне у Кини због свог револуционарног искуства у Холандској Индији, где је имао важну улогу у оснивању Комунистичке партије Индонезије, и који је сматрао да је кинеска комунистичка партија сувише мала и слаба да би сама предузела велики напор.

### Чанг консолидује власт
Сун Јат-сен је умро од рака у Пекингу у марту 1925. године, док је националистички покрет којем је помогао да се покрене узео замах. Током лета 1925, Чанг је, као главнокомандујући Националне револуционарне армије, кренуо у дуго одлагану Северну експедицију против северних војсковођа. У року од девет месеци половина Кине је била освојена. До 1926. године, међутим, Куоминтанг се поделио на левичарске и десничарске фракције, а комунистички блок унутар њега је такође растао.
У марту 1926. године, након што је осујетио покушај отмице против њега (инцидент ратног брода Џонгшан), Чанг је нагло отпустио своје совјетске саветнике, увео ограничења на учешће чланова КПК у највишем руководству и постао еминентни вођа Куоминтанга. Совјетски Савез, који се још увек надао да ће спречити раскол између Чанга и КП Кине, наредио је комунистичке подземне активности како би олакшао Северну експедицију, коју је коначно покренуо Чанг из Гуангџоуа у јулу 1926. године.
Почетком 1927. ривалство Куоминтанга и КП Кине довело је до подела у револуционарним редовима. КП Кине и лево крило Куоминтанга одлучили су да преселе седиште националистичке владе из Гуангџоуа у Вухан. Чанг, чија се северна експедиција показала успешном, поставио је своје снаге на уништавање апарата КПК у Шангају и успоставио антикомунистичку владу у Нанкингу те наредио Шангајски масакр 1927. године. У Кини су сада постојале три престонице: међународно признати режим војсковођа у Пекингу; комунистички и левичарски режим Куоминтанга у Вухану и десничарски цивилно-војни режим у Нанкингу, који ће остати престоница Куоминтанга у следећој деценији.
Чинило се да је ствар Коминтерне банкротирала. Уведена је нова политика позивајући КП Кине да подстиче оружане побуне у урбаним и руралним областима у припреми за очекивану плиму револуције. Комунисти су чинили неуспешне покушаје да заузму градове као што су Нанчанг, Чангша, Шантоу и Гуангџоу, а оружану сеоску побуну, познату као устанак јесење жетве, организовали су сељаци у провинцији Хунан. Побуну је предводио Мао Цедунг, који ће касније постати председник КПК и шеф Народне Републике Кине.
Средином 1927. године, снага КПК је била је на ниској разини. Комунисте су протерали из Вухана њихови левичарски савезници из Куоминтанга, које је заузврат збацио војни режим. До 1928. цела Кина је барем номинално била под Чанговом контролом, а влада Нанкинга је одмах добила међународно признање као једина легитимна влада Кине. Влада Куоминтанга је објавила да је у складу са Сун Јат Сеновом формулом за три етапе револуције — војно уједињење, политичко старатељство и уставна демократија — Кина стигла до краја прве фазе и да ће кренути у другу, која ће бити под командом Куоминтанга.

## Националистичка ера (1928–1949)

### Нанкиншка декада (1928–1937)
„Нанкиншка декада“ од 1928. до 1937. била је деценија консолидације и постигнућа под вођством националиста, са мешовитим, али генерално позитивним резултатима у економији, друштвеном напретку, развоју демократије и културног стваралаштва. Неки од оштрих аспеката страних уступака и привилегија у Кини су ублажени дипломатским путем. У мају 1930. године влада је повратила право да утврђује своју тарифу, коју су пре тога одредиле стране силе.
Националистичка влада је такође енергично деловала на модернизацији правног и казненог система, стабилизацији цена, амортизацији дугова, реформи банкарског и валутног система, изградњи железница и аутопутева, побољшању јавних здравствених установа, законима против промета наркотика и повећању индустријске и пољопривредне производње. Влада је 3. новембра 1935. године покренула реформу фиат валуте (фапи), чиме је одмах стабилизовала цене и такође повећала приходе за владу. Велики искораци су такође направљени у образовању и, у настојању да се помогне уједињавању кинеског друштва, у програму популаризације модерног стандардног кинеског и превазилажења других варијанти кинеског. Новине, часописи и издаваштво књига су цветали, а широко распрострањено успостављање комуникационих објеката додатно је подстакло осећај јединства и поноса међу људима.
Усвојени су закони и покренуте кампање за промовисање права жена. Генерација образованих и професионалних нових жена појавила се након укључивања девојчица у државни школски систем и након што су студентице примљене на Универзитет у Пекингу 1920. године, а у Грађанском законику из 1931. жене су добиле једнака наследна права, забранили принудни брак. и дао женама право да контролишу сопствени новац и иницирају развод. Ниједан национално уједињен женски покрет није могао да се организује све док Кина није била уједињена под владом Куоминтанга у Нанкингу 1928. године; право гласа жена је коначно укључено у нови Устав из 1936. године, иако је устав примењен тек 1947. године.
Лакоћа и брзина комуникације је такође омогућила фокусирање на друштвене проблеме, укључујући и проблеме села. Покрет за обнову села био је један од многих који је искористио нову слободу за подизање друштвене свести. С друге стране, политичка слобода је знатно смањена због једнопартијске доминације Куоминтанга кроз „политичко старање“ и често насилним средствима у гашењу антивладиних протеста.
Током овог времена, низ масовних ратова се догодио у западној Кини, укључујући Кумулску побуну, кинеско-тибетански рат и совјетску инвазију Синђанга. Иако је централна влада номинално имала контролу над целом земљом током овог периода, велика подручја Кине остала су под полуаутономном влашћу локалних господара рата, покрајинских војних вођа или коалиција господара рата. Националистичка владавина била је најјача у источним регионима око главног града Нанкинга, али регионални милитаристи као што, Фенг Јусјанг и Јан Сјишан, задржали су значајну локалну власт. Рат централнх равница 1930, јапанска агресија 1931. и Дуги марш Црвене армије 1934. довели су до веће моћи централне владе, али је и даље било отезања, па чак и отвореног пркоса, као у Фуџенској побуни 1933—1934. године.

### Други кинеско-јапански рат (1937–1945)
Мало Кинеза је имало илузије о јапанским жељама према Кини. Гладан сировина и притиснут растућом популацијом, Јапан је 18. септембра 1931. покренуо заузимање Манџурије и поставио бившег цара Ћинга Пуија за шефа марионетске државе Манџукуо 1932. године. Губитак Манџурије и њен огроман потенцијал за индустрију развоја и ратне индустрије, био је удар на економију Куоминтанга. Лига народа, основана на крају Првог светског рата, није била у стању да се суочи са јапанским пркосом.
Јапанци су почели да напредују са југа Великог зида у северну Кину и приморске провинције. Кинески бес против Јапана био је предвидљив, али је гнев такође био усмерен против Чанга и владе у Нанкингу, која је у то време била више заокупљена антикомунистичким кампањама истребљења него отпором јапанским освајачима. Важност „унутрашњег јединства испред спољне опасности“ насилно је повучена у децембру 1936. године, када је Чанг Кај Шек, у догађају који је сада познат као Сијански инцидент, отео Џанг Сјуељанг и приморан да се удружи са комунистима против Јапанци у Другом уједињеном фронту Куоминтанга-КПК против Јапана.
Кинески отпор је ојачао након 7. јула 1937, када је дошло до сукоба између кинеских и јапанских трупа изван Пекинга (тада назван Бејпинг) у близини моста Марка Пола. Овај окршај довео је до отвореног, иако необјављеног, рата између Кине и Јапана. Шангај је пао након тромесечне битке током које је Јапан претрпео велике губитке, како у својој војсци тако и у морнарици. Главни град Нанкинг је пао у децембру 1937. године. Након тога уследила је навала масовних убистава и силовања познатих као масакр у Нанкингу. Национална престоница је накратко била у Вухану, а затим је у епском повлачењу уклоњена у Чонгквинг, седиште владе до 1945. године. Године 1940. успостављен је колаборационистички режим Ванг Ђингвеја са престоницом у Нанкингу, проглашавајући се легитимном „Републиком Кином“ у опозицији Чанг Кај Шековој влади, иако су њене тврдње биле значајно отежане због њене природе као јапанске марионетске државе која контролише ограничене количине територије, заједно са њеним каснијим поразом на крају рата.
Уједињени фронт између Куоминтанга и КП Кине одиграо се са спасоносним ефектима за опкољену КПК, упркос стабилном територијалном освајању Јапана у северној Кини, приобалним регионима и богатој долини реке Јангце у централној Кини. После 1940. сукоби између Куоминтанга и комуниста постали су чешћи у областима које нису биле под јапанском контролом. Улазак Сједињених Држава у Пацифички рат после 1941. променио је природу њиховог односа. Комунисти су ширили свој утицај свуда где су се указале прилике кроз масовне организације, административне реформе и мере земљишне и пореске реформе које су фаворизовали сељаке и ширење њихове организационе мреже, док је Куоминтанг покушавао да неутралише ширење комунистичког утицаја. У међувремену, северну Кину политички су инфилтрирали јапански политичари у Манџукуу користећи објекте као што је Веј Хуанг Гонг.
Године 1945. Република Кина је изашла из рата, номинално велика војна сила, али заправо нација економски посрнула и на ивици свеопштег грађанског рата. Економија се погоршала, ослабљена војним захтевима страног рата и унутрашњих сукоба, спиралном инфлацијом и националистичким профитерством, шпекулацијама и акумулацијом богатстава. Изгладњивање је дошло након рата, а милиони су остали без домова због поплава и несређених услова у многим деловима земље. Ситуацију је додатно закомпликовао савезнички споразум на Конференцији на Јалти у фебруару 1945. који је довео совјетске трупе у Манџурију како би убрзао завршетак рата против Јапана. Иако Кинези нису били присутни на Јалти, били су консултовани и пристали су да Совјети уђу у рат у уверењу да ће Совјетски Савез имати посла само са владом Куоминтанга.
Након завршетка рата у августу 1945. године, националистичка влада се вратила у Нанкинг. Уз америчку помоћ, националистичке трупе кренуле су да узму јапанску предају у северној Кини. Совјетски Савез, као део споразума на Јалти који дозвољава совјетску сферу утицаја у Манџурији, демонтирао је и уклонио више од половине индустријске опреме коју су тамо оставили Јапанци. Совјетско присуство на североистоку Кине омогућило је комунистима да се приближе довољно дуго да се наоружају опремом коју је предала јапанска војска која се повлачила. Проблеми рехабилитације подручја која су раније била окупирана од стране Јапана и реконструкције нације од пустошења дуготрајног рата били су запањујући.

### Кинески грађански рат (1946–1949)
Током Другог светског рата Сједињене Државе су се појавиле као главни играч у кинеским пословима. Као савезник, кренула је крајем 1941. у програм масовне војне и финансијске помоћи националистичкој влади под тешким притиском. У јануару 1943. Сједињене Државе и Британија су предводиле ревизију својих уговора са Кином, чиме је окончан век неравноправних спораѕума. У року од неколико месеци потписан је нови споразум између Сједињених Држава и Републике Кине о стационирању америчких трупа у Кини ради заједничких ратних напора против Јапана. У децембру 1943. укинути су кинески акти о искључењу из 1880-их и каснији закони које је донео Конгрес Сједињених Држава ради ограничавања кинеске имиграције у Сједињене Државе.
Ратна политика Сједињених Држава у почетку је била да помогне Кини да постане јак савезник и стабилизујућа сила у послератној источној Азији. Међутим, како се сукоб између Куоминтанга и комуниста интензивирао, Сједињене Државе су безуспешно покушавале да помире супарничке снаге ради ефикаснијег антијапанског рата. Пред крај рата, маринци Сједињених Држава су коришћени да држе Пекинг и Тјенцин од могућег совјетског упада, а логистичка подршка је дата снагама Куоминтанга на северу и североистоку Кине.
Уз посреднички утицај Сједињених Држава, у јануару 1946. договорено је војно примирје, али су битке између Куоминтанга и комуниста убрзо настављене. Јавно мњење о административној неспособности владе Републике Кине ескалирали су и подстакли комунисти у националном студентском протесту против погрешног поступања по оптужби за силовање почетком 1947. и још једном националном протесту против монетарних реформи касније те године. Схватајући да никакви амерички напори осим велике оружане интервенције не могу да зауставе надолазећи рат, Сједињене Државе су почетком 1947. повукле америчку мисију, на челу са генералом Џорџом Маршалом. Кинески грађански рат је постао све раширенији; битке су беснеле не само за територије већ и за оданост попречних делова становништва. Сједињене Државе су помогле националистима огромним економским зајмовима и оружјем, али без борбене подршке.
Влада Републике Кине је са закашњењем покушала да придобије подршку народа кроз унутрашње реформе. Напор је, међутим, био узалудан, због необуздане корупције у влади и пратећег политичког и економског хаоса. До краја 1948. позиција Куоминтанга је била суморна. Показало се да деморалисане и недисциплиноване трупе Куоминтанга нису дорасле мотивисаној и дисциплинованој комунистичкој Народноослободилачкој армији, раније познатој као Црвена армија. Комунистичка власт била је добро успостављена на северу и североистоку.
Иако је Куоминтанг имао предност у броју људи и оружја, контролисао је много већу територију и становништво од својих противника и уживао значајну међународну подршку, били су исцрпљени дугим ратом са Јапаном и сукобима међу разним генералима. Они су такође губили пропагандни рат од комуниста, са становништвом уморним од корупције у Куоминтангу и жудњом за миром.
У јануару 1949. комунисти су заузели Бејпинг без борбе, а његово име је поново промењено у Пекинг. Између априла и новембра, велики градови су прешли из Куоминтанга под комунистичку контролу уз минималан отпор. У већини случајева околна села и мали градови били су под комунистичким утицајем много пре градова. Коначно, 1. октобра 1949. комунисти су основали Народну Републику Кину.
После 1. октобра 1949. Чанг Кај Шек и неколико стотина хиљада војника Републике Кине и два милиона избеглица, претежно из владе и пословне заједнице, побегли су из континенталне Кине на острво Тајван; у самој Кини су остали само изоловани џепови отпора. Дана 7. децембра 1949. Чанг је прогласио Тајпеј, Тајван, привременим главним градом Републике Кине.
Током грађанског рата и националисти и комунисти су извршили масовна зверства са милионима небораца које су убиле обе стране током грађанског рата. Бењамин Валентино је проценио да су зверства у кинеском грађанском рату довела до смрти између 1,8 милиона и 3,5 милиона људи између 1927. и 1949. Зверства укључују смрт од принудног регрутовања и масакра.

## Владавина над Тајваном (од 1949)

### Односи између мореуза и међународни положај 1949–1970.
Крајем 1943. издата је Каирска декларација, укључујући међу клаузуле да ће све територије Кине — укључујући Формозу (Тајван) — које је Јапан окупирао, бити враћене Републици Кини. Ово је поновљено у Потсдамској декларацији, издатој 1945. Касније те године завршио је Други светски рат, а Јапан је прихватио Потсдамску декларацију, предајући се безусловно. Врховни командант савезничких снага наредио је да се јапанске снаге на Тајвану предају влади Републике Кине, која је деловала као представник савезничких сила. Сједињене Државе и Уједињено Краљевство — друга два учесника Каирске декларације — међутим, сматрају да су Каирска декларација и Потсдамска декларација само изјаве о намерама и да немају обавезујућу снагу закона.
Дана 25. октобра 1945. године, у Тајпејској сали Џонгшан, јапанска влада на Тајвану се предала Чен Јију, представнику Републике Кине, која је била представник савезничких сила. Република Кина је почела да управља Тајваном. Јапан је 1951. званично потписао Уговор из Сан Франсиска, али због нејасне ситуације у Кинеском грађанском рату, мировни уговор није јасно указао коме припада тајвански суверенитет. У другом члану Тајпејског споразума из 1952. године, након Уговора из Сан Франциска, Јапан је поновио своје напуштање суверенитета Тајвана, Пескадора, Спратлија и Парасела у Уговору из Сан Франсиска.
Народна Република Кина (НРК) и Република Кина (РОЦ) наставиле су ратно стање до 1979. У октобру 1949. покушај НРК да заузме острво Кинмен под контролом РОЦ био је осујећен у бици код Кунингоуа, чиме је заустављено напредовање Народноослободилачке армије према Тајвану. Друге амфибијске операције комуниста из 1950. биле су успешније: довеле су до комунистичког освајања острва Хајнан у априлу 1950, заузимања острва Ваншан код обале Гуангдонга (мај–август 1950) и острва Жоушан код Џеђијанга (мај 1950). 
У јуну 1949. РОЦ је прогласила "затварање" свих лука у континенталној Кини и њена морнарица је покушала да пресретне све стране бродове. Затварање је обухватило од тачке северно од ушћа реке Мин у провинцији Фуђен до ушћа реке Љао у Манџурији. Пошто је железничка мрежа континенталне Кине била неразвијена, трговина север-југ је у великој мери зависила од поморских путева. Поморске активности РОЦ-а такође су изазвале тешке потешкоће за рибаре из континенталне Кине.
Након губитка континенталне Кине, група од око 12.000 КМТ војника побегла је у Бурму и наставила са герилским нападима на јужну Кину. Њиховом вођи, генералу Ли Мију, влада РОЦ-а је исплатила плату и добила номиналну титулу гувернера Јунана. У почетку су Сједињене Државе подржале ове остатке и Централна обавештајна агенција им је пружила помоћ. Међутим, након што се бурманска влада 1953. године обратила Уједињеним нацијама, САД су почеле да врше притисак на РОЦ да повуче своје лојалисте. До краја 1954. скоро 6.000 војника је напустило Бурму и Ли Ми је прогласио своју војску распуштеном. Међутим, хиљаде је остало, а РОЦ је наставила да их снабдева и командује, чак и повремено тајно снабдевајући појачање.
Током Корејског рата, неки заробљени комунистички кинески војници, од којих су многи првобитно били КМТ војници, враћени су на Тајван, а не у континенталну Кину. Герилске снаге КМТ наставиле су да врше прекограничне нападе на југозападну Кину почетком 1950-их. Влада РОЦ-а је покренула низ ваздушних бомбардовања кључних приобалних градова континенталне Кине, као што је Шангај.
Иако су Сједињене Државе сматрале војну обавезу, РОЦ је сматрала преостала острва у Фуђену виталним за било коју будућу кампању за пораз НРК и поновно заузимање континенталне Кине. 3. септембра 1954. почела је прва криза у Тајванском мореузу када је ПЛА почела гранатирати Кемој и запретила да ће заузети острва Дачен. Дана 20. јануара 1955. ПЛА је заузела оближње острво Јиђангшан, са целим гарнизоном РОЦ-а од 720 убијених или рањених војника који су бранили острво. Дана 24. јануара исте године, Конгрес Сједињених Држава је усвојио Резолуцију Формозе којом је председник овластио да брани приобална острва РОЦ. Прва криза у Тајванском мореузу окончана је у марту 1955. када је ПЛА престала са бомбардовањем. Криза је приведена крају током Бандуншке конференције.
Друга криза у Тајванском мореузу почела је 23. августа 1958. ваздушним и поморским сукобима између НРК и војних снага РОЦ, што је довело до интензивног артиљеријског бомбардовања Кемоја (од стране НРК) и Амоја (од стране РОЦ), а завршила се новембра исте године. Патролни чамци ПЛА блокирали су острва, спречавајући РОЦ бродове за снабдевање. Иако су Сједињене Државе одбиле Чанг Кај Шеков предлог да се бомбардују артиљеријске батерије континенталне Кине, брзо су прешле на снабдевање РОЦ борбених авиона и противваздушних пројектила. Такође је обезбедио амфибијске јуришне бродове за снабдевање копна, пошто је потопљени морнарички брод РОЦ-а блокирао луку. Сједињене Државе су 7. септембра испратиле конвој бродова за снабдевање РОЦ-а и НРК се уздржала од пуцања. 25. октобра НР Кина је објавила „парнодневни прекид ватре“ — ПЛА би гранатирала Кемој само непарним данима. Упркос окончању непријатељстава, две стране никада нису потписале никакав споразум или споразум о званичном окончању рата.
После 1950-их, „рат“ је постао више симболичан него стваран, представљен поново, поново артиљеријским бомбардовањем према и из Кинмена. У каснијим годинама, живе гранате су замењене пропагандним листовима. Бомбардовање је коначно престало 1979. године након успостављања дипломатских односа између Народне Републике Кине и Сједињених Држава.
Током овог периода, кретање људи и робе је практично престало између територија које контролишу НРК и РОЦ. Било је повремених пребега. Један од пребежника високог профила био је Џастин Јифу Лин, који је 17. маја 1979. препливао мореуз Кинмен до континенталне Кине, а на крају је био главни економиста и виши потпредседник Светске банке од 2008. до 2012. године.
Већина посматрача је очекивала да ће Чангова влада на крају пасти као одговор на комунистичку инвазију на Тајван, а Сједињене Државе у почетку нису показале интересовање да подрже Чангову владу у њеном коначном ставу. Ствари су се радикално промениле са почетком Корејског рата у јуну 1950. У овом тренутку, дозвољавање потпуне победе комуниста над Чангом постало је политички немогуће у Сједињеним Државама, а председник Хари С. Труман наредио је Седмој флоти Сједињених Држава да уђе у Тајвански мореуз. спречити да се РОЦ и НРК међусобно нападају.
Након што се РОЦ жалила Уједињеним нацијама против Совјетског Савеза који подржава НРК, 1. фебруара 1952. усвојена је Резолуција Генералне скупштине УН 505 којом се осуђује Совјетски Савез.

### Тензије између становника са континента и народа Тајвана
После Другог светског рата, Генерална наредба број 1 наређује снагама Јапанске империје на Тајвану да се предају генералисимусу Чанг Кај Шеку. Република Кина је именовала Чен Јија за главног извршног директора Тајвана. На Тајван је стигао 24. октобра 1945. и примио последњег јапанског гувернера Андо Рикичија, који је следећег дана потписао документ о предаји. Следећег дана, Чен Ји је прогласио на Тајвану Дан ретроцесије. Међутим, ваљаност прогласа је предмет неке дебате, а неки присталице независности Тајвана тврде да је неважећа и да датум једноставно означава почетак војне окупације од стране Републике Кине.
Током непосредног послератног периода, кинеска администрација Куоминтанга на Тајвану је била неспособна и корумпирана, док су војници кршили законе. Многи Тајванци су били разочарани надолазећом администрацијом Куоминтанга, која се показала оштром као и јапанска империјална владавина. Насиље против копна избило је 28. фебруара 1947. након што је полиција случајно упуцала продавца цигарета.
Инцидент од 28. фебруара постао је кључни догађај у обликовању модерног тајванског идентитета. Неколико недеља након инцидента, многи Тајванци су се побунили, учествујући у нередима широм острва протестујући због владине корупције и оштре владавине. Гувернер Чен Ји, док је преговарао са лидерима протестног покрета, позвао је трупе из континенталне Кине. Куоминтанг, наводно страхујући од инфилтрације комуниста, окупио је велику војну снагу да угуши немире на Тајвану, при чему је убио многе и затворио хиљаде других. Многи Тајванци који су формирали групе за владавину власти под Јапанцима били су жртве инцидента, као и цивилни становници копна који су поднели највећи терет освете осветника.
Након тога је уследило ванредно стање и „бели терор“ у коме је више хиљада људи било затворено или погубљено због политичког супротстављања Куоминтангу. Многе жртве белог терора биле су тајванске елите—политички лидери, богатије породице, интелектуалци, итд. Поред тога, нису били поштеђени ни становници копна, јер су многи имали стварне или претпостављене везе са комунистима пре него што су дошли на Тајван. На пример, неки становници континента који су се придружили књижевним клубовима у континенталној Кини, које је влада сматрала левичарима, могли су да буду ухапшени, а многи су служили дуге затворске казне због ових стварних или уочених претњи.
Војно стање, између осталог, укључивало је законе о побуни против присталица комунизма или тајванске независности, што је довело до веома значајне политичке репресије. Такође је забранио формирање нових партија (иако су опозиционе личности могле да се кандидују као независни или тангвај). Друго, због тврдње РОЦ-а да влада целом Кином, огромну већину места у законодавном јуану (парламенту) и Народној скупштини (изборни колегијум за председника, сада укинут) имали су они који су изабрани из изборних јединица континенталне Кине 1947. и 1948. Режим је тврдио да ови посланици треба да задрже своја места све док избори у њиховим првобитним изборним јединицама не буду могући. Иако је КМТ донео мере на изборима 1972. године са намером да повећа заступљеност Тајвана у овим телима, огромна већина виших посланика наставила је до 1990. године, гарантујући КМТ контролу да ли је странка победила на дан избора. Неформално, дугорочни становници Тајвана пре касних 1940-их остали су изразито недовољно заступљени у највишим редовима владе и партије до раних 1990-их, што указује на значајно ограничење демократизације.